# Ibusuki

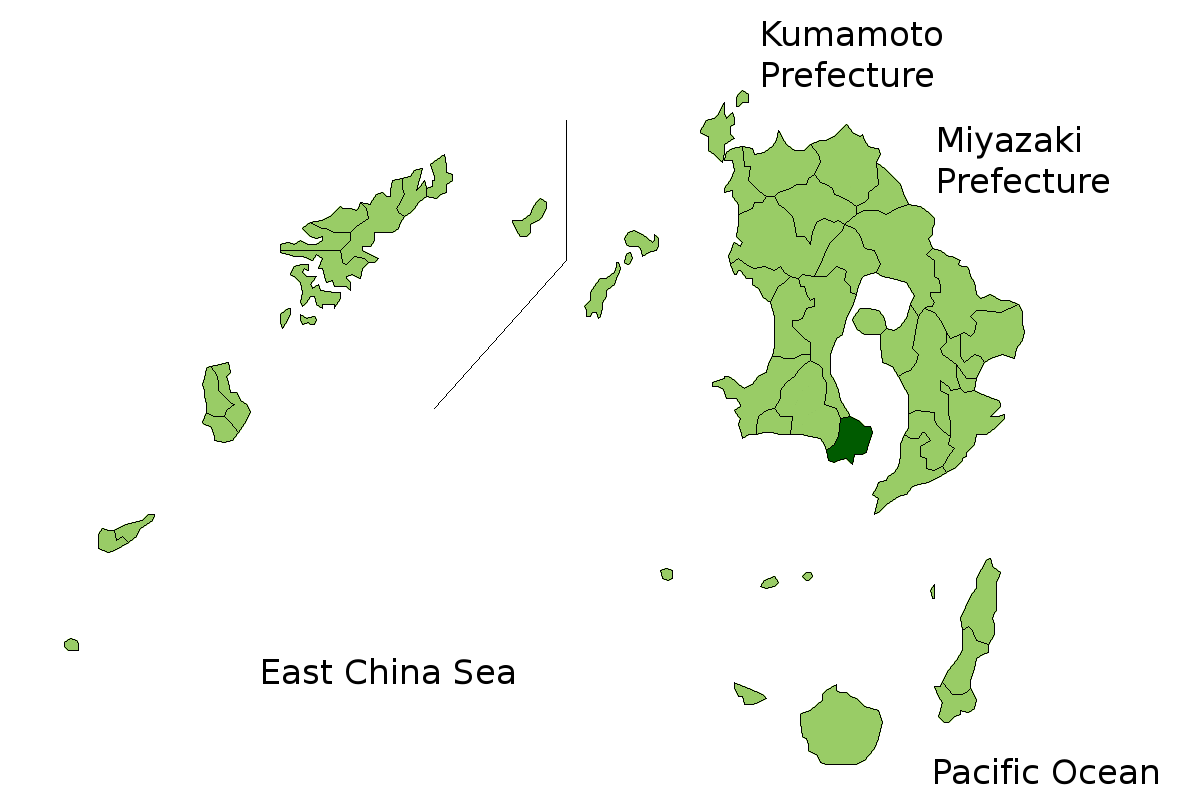

Ibusuki (指宿市 Ibusuki-shi?) este un municipiu din Japonia, prefectura Kagoshima.